# Multishow
Multishow es un canal de televisión por subscripción de la programadora de televisión brasileña Canais Globo. En el aire desde el 19 de octubre de 1991, tiene una amplia gama de estilos en la programación en el área del entretenimiento y música.

## Historia
Inicialmente, el canal sólo tenía programas de música llamado "cultos" como Free Jazz, basado en el festival de música auspiciado por una marca de cigarrillos, y sobre todo series clásicas extranjeros, que se emitían en una franja bajo el nombre de "Retro TV": Monty Python, Hawaii 5.0, Mary Tyler Moore, entre otros, que no se habían emitido en Brasil desde hacía tiempo.
El canal también emitía programación para niños y adolescentes, en una franja llamada "niñera electrónica", con dibujos animados como Los Simpson, Garfield y sus amigos, Dungeons & Dragons, The Super Mario Bros. Super Show! y dibujos animados japoneses, tanto animes como OVAs , en la sección Japanimation, entre otros.
Antes de la creación del Canal Brasil y Telecine Cult, también se emitían en Multishow películas brasileñas y de arte y ensayo. Curiosamente, el único programa que continúa en el aire desde 1991 es Sexytime, que exhibe sesiones de striptease y filmes eróticos.
Entre 1994 y 1996, la cadena Nickelodeon estaba en Multishow. Se incluían los programas Ren & Stimpy, Rugrats, Clarissa, Doug, Las aventuras de Pete & Pete, Roundhouse (llamado Videotribo) y Wild & Crazy Kids (llamado Galera Bestia).
En 2018, el canal compró los derechos de emisión de El Chavo del 8 y El Chapulín Colorado directamente de Televisa, luego de años de ser exclusivos a la cadena SBT. De esta forma, Multishow estrena cientos de episodios anteriormente considerados "inéditos" de ambas series, al ser remakes o versiones de otras historias que fueron emitidas en SBT. Estas salieron del aire luego de los polémicos problemas entre Televisa y el Grupo Chespirito, en julio del 2020. Para eso, Multishow pasó un especial de episodios exclusivos de ambas series en la última semana donde ambas estarían al aire.
Actualmente el canal está dirigido al público joven, habiéndose retirado así de la programación las series clásicas (como Luz de luna) y otros programas musicales que no encuadraban en el nuevo perfil del canal.
El canal también es conocido por promover los programas especiales, bajo el nombre "Multishow Ao Vivo" (Multishow en directo), siguiendo la fórmula de los rivales, "MTV Live" de MTV Brasil, y que posteriormente serían editandos en CD y DVD.

## Festival 40 Años de la Red Globo
En 2005, el ya tradicional festival de repeticiones que Globo organiza en sus aniversarios "redondos" fue trasladado a Multishow. De enero a abril de 2005, los 40 anos da Globo fueron conmemorados con redifusiones de Sai de Baixo , Armação Ilimitada, Não Fuja da Raia e TV Pirata, así como miniseries como Anos Dourados , Anos Rebeldes , As Noivas de Copacabana y Sex Appeal, en versión compacta.
El único programa que agradó al público, según informó la oficina de prensa del canal, fue Sai de Baixo, que continuó su emisión tras la conclusión del festival. Se reemitieron en total 26 episodios de la 1ª temporada de Sai de Baixo, hasta que fue retirada de la programación en marzo de 2006.

## Premios
- Premio Multishow de Música Brasileña (1995-presente)
- Prêmio Multishow do Bom Humor Brasileiro (1996-1998)

## Programas

### Variedades
- Circo do Edgard (actualmente Edgard no Ar) (presentado por Edgard Piccoli, ex-VJ de MTV Brasil)
- Edgard no Ar
- Cilada
- Cineview (reposición)
- Balada em Revista
- Bastidores
- Lugar (In)comum
- Na Hora do Intervalo
- Por Trás da Fama
- Reclame
- Qual é a Boa?
- TVZ
- TVZ Okê
- Top Tvz
- Tribos (presentado por la actriz Daniele Suzuki)
- Urbano
- Vai pra Onde?
- Vida Loca Show

### Música
- TVZ
- Clássicos Multishow
- Fearless Music
- Multishow Music Live
- Que Rock é Esse?
- Trama Virtual

### Internacionales
- Newport Harbor
- Sexytime
- South Park
- Casa Animada
- The O. C.
- The Hills
- Out & About
- Degrassi
- Gamer TV
- Instant Star
- Just for Laughs
- Inside the Actors Studio
- Beauty and the Geek
- Sexo en Nueva York
- Urbanation
- Born to Be
- Cybernet
- Keys to the Vip
- y otros

## Audiencia
El canal fue reconocido por batir el récord de audiencia en la televisión de pago. A finales de 2006, A finales del año 2006, la audiencia del show de los Black Eyed Peas en Ipanema alcanzó las 700 mil personas.
Pero las tasas más altas se alcanzaron con la pantalla parpadea el vivir Big Brother Brasil. El 27 de febrero de 2007, tras la eliminación de Iris Stefanelli, que se enfrentaron a la barrera de Diego "Alemão" Gasques, el canal alcanzó los ratings más altos de todos los canales de cable, 7,5 puntos en el Ibope, 1.143.561 personas.
Uno de los disco más reciente es la transmisión de Eva Enchanté de Año Nuevo 2008/2009, celebrada en Salvador, Bahía, con los espectáculos de la cantante Ivete Sangalo y la Banda Eva. Multishow La llevaron a la audiencia, según Ibope, 950 millones de personas sintonizaron.

## Multishow FM
Creada en diciembre de 2006, la radio tiene la estructura completa de una FM - los organismos de radiodifusión, productores y programadores - y está disponible en multishow.com.br.
La liberación lleva Multishow Fm exclusiva, revela nuevos estilos y tendencias jugar los grandes éxitos de hoy, y todavía tiene espacio para nuevas bandas nacionales, el fomento de la renovación de nuestra música.
El programa también cuenta con noticias, consejos sobre entretenimiento, ocio y cultura, así como lugares de interés que emigraron de televisión por cable con canales para la radio.
Multishow FM es un producto GloboRádio en colaboración con Globosat y trabaja en los estudios de Radio Globo sistema en Río de Janeiro, que operan exclusivamente a través de Internet y el sistema de red digital y de SKY Brasil, pero hay planes para llevarlo a la frecuencia FM.